# Christoph Degen

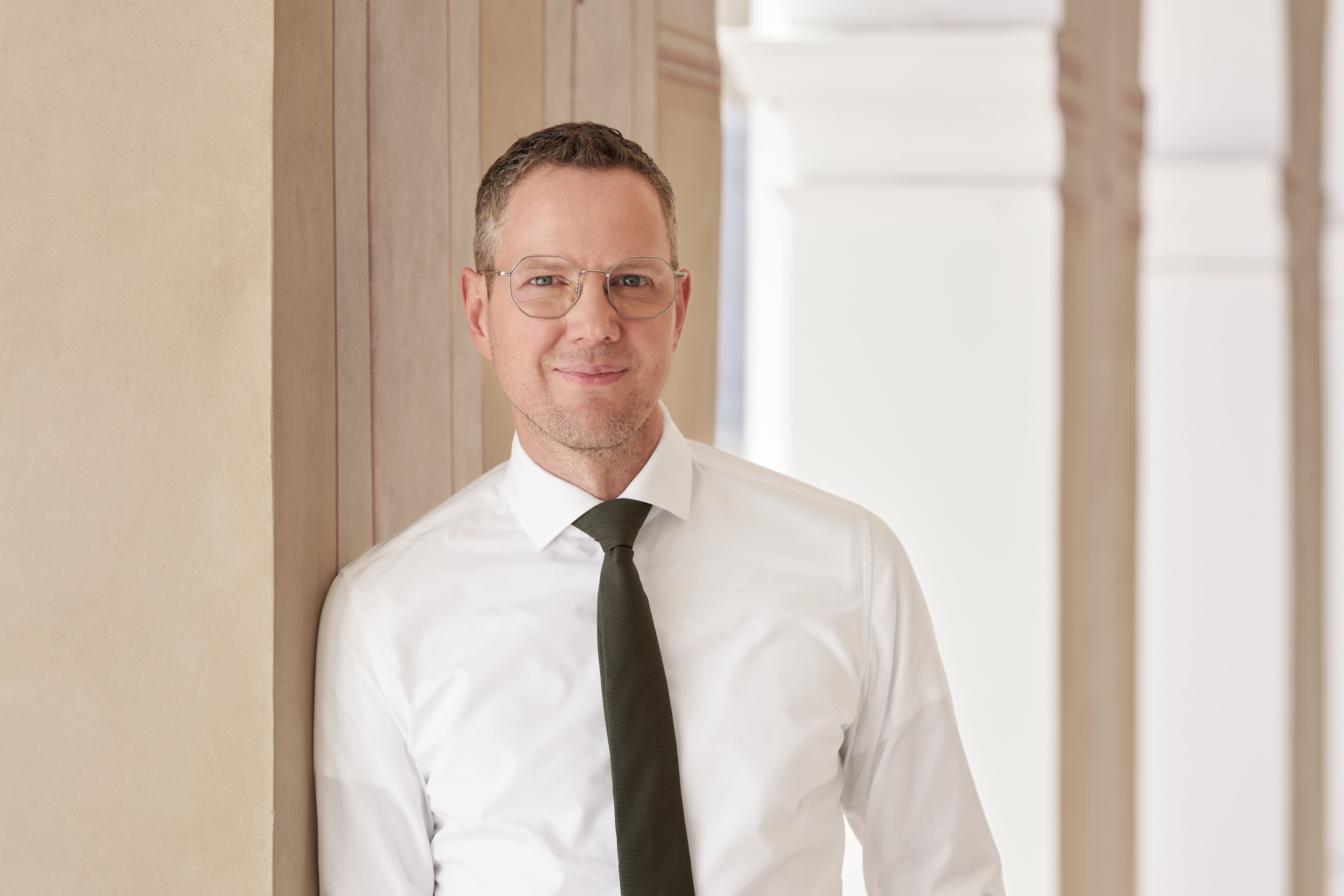
Christoph Degen (2024)

Christoph Degen (* 12. März 1980 in Offenbach am Main) ist ein deutscher Politiker (SPD). Er ist seit dem 18. Januar 2024 Staatssekretär im Hessischen Ministerium für Wissenschaft und Forschung, Kunst und Kultur. Außerdem war er von 2008 bis 2009 und von 2014 bis 2024 Abgeordneter des Hessischen Landtags. 

## Ausbildung und Beruf
Degen studierte nach dem Abitur an der Einhardschule in Seligenstadt und dem Zivildienst im Studiengang für Lehramt an Sonderschulen an der Universität Frankfurt. Nach der Ersten Staatsprüfung 2005 absolvierte er im Büro der Friedrich-Ebert-Stiftung in Gaborone (Botswana) ein dreimonatiges Praktikum. Er lebt seit 1998 in Neuberg im Main-Kinzig-Kreis. Von 2006 bis 2007 sowie von 2009 bis 2010 forschte Christoph Degen als Doktorand am Fachbereich Erziehungswissenschaft der Goethe-Universität Frankfurt am Main zur politischen Implementierung von Bildungsreformen am Beispiel von Inklusion im Bundesland Hessen. Anstatt das Promotionsstudium weiterzuführen, absolvierte Christoph Degen von August 2010 bis Juli 2012 den pädagogischen Vorbereitungsdienst (Referendariat) an einer Schule mit Förderschwerpunkt geistige Entwicklung (Förderschule) in Hessen. Seit dem erfolgreichen Abschluss des Zweiten Staatsprüfung trägt er die Berufsbezeichnung „Lehrer mit Lehramt für Förderschulen“ und war bis zu seiner erneuten Wahl in den Hessischen Landtag an einer Schule mit Förderschwerpunkt geistige Entwicklung tätig.

## Politik
Seit 1999 ist Degen Mitglied der SPD und war von 2014 bis 2021 Vorsitzender des SPD-Unterbezirks Main-Kinzig. Zudem führte er von 2011 bis 2019 als Vorsitzender die SPD Arbeitsgemeinschaft für Bildung (AfB) im Bezirk Hessen-Süd. Von 2006 bis 2008 war Degen Vorsitzender der Jusos im SPD-Bezirk Südhessen und stellvertretender Landesvorsitzender des hessischen SPD-Nachwuchses. Dem südhessischen Juso-Bezirksvorstand gehörte er zuvor von 2004 bis 2006 als Kassierer an sowie von 2010 bis 2011 erneut ein Jahr als Beisitzer.
2002 bis 2011 war Degen Gemeindevertreter der Gemeinde Neuberg (stellvertretender Vorsitzender des Ausschusses für Soziales, Kultur und Sport). Seit 2021 ist er wieder Mitglied der Gemeindevertretung seines Heimatorts. Bei der Kommunalwahl am 27. März 2011 wurde Christoph Degen in den Kreistag des Main-Kinzig-Kreises gewählt, wo er aktuell nach wie vor ehrenamtlich tätig ist. Am 17. Juni 2011 wiederum wurde er vom Kreistag des Main-Kinzig-Kreises zum ehrenamtlichen Kreisbeigeordneten gewählt. Dieses Amt führte er mit einer Wiederwahl zehn Jahre aus.
Bei der Landtagswahl in Hessen 2008 am 27. Januar 2008 wurde Degen über die Landesliste der SPD in den Hessischen Landtag gewählt und war Mitglied im kulturpolitischen Ausschuss des Landtags sowie im Petitionsausschuss. Die schweren Verluste der SPD bei der vorgezogenen Landtagswahl in Hessen 2009 führten dazu, dass er das Mandat bereits nach einem Jahr wieder verlor. Degen war damit bis zu seiner Wiederwahl jüngstes Mitglied der Vereinigung ehemaliger Mitglieder des Hessischen Landtags. Seit 2017 war er Beisitzer im Landesvorstand der SPD Hessen. Vom 2. November 2019 bis zum 9. März 2024 war er Generalsekretär der SPD Hessen. Christoph Degen war 2022 Mitglied der 17. Bundesversammlung zur Wahl des Bundespräsidenten.
Bei der Landtagswahl in Hessen 2013 trat er im Wahlkreis Main-Kinzig I an. Hier unterlag er gegen Hugo Klein von der CDU. Ihm gelang jedoch der Wiedereinzug in den Landtag über einen Listenplatz der Partei (19. Wahlperiode), ebenso 2018 (20. Wahlperiode) und 2023 (21. Wahlperiode). Im Hessischen Landtag war er ab 2014 bildungspolitischer Sprecher der SPD. Er gehörte dem Kulturpolitischen Ausschuss sowie dem Ausschuss für Wissenschaft und Kunst an. Zudem leitete er in der 20. Wahlperiode des Landtags als Vorsitzender das Kuratorium der Hessischen Landeszentrale für politische Bildung.
Im Zuge der Bildung des Kabinetts Rhein II wurde Degen am 18. Januar 2024 zum Staatssekretär im Hessischen Ministerium für Wissenschaft und Forschung, Kunst und Kultur ernannt. Infolgedessen musste er sein Landtagsmandat abgeben, weshalb Cirsten Kunz in den Landtag nachrückte.
Seit 2024 gehört er der Verwaltungskommission der Kultusministerkonferenz an.

### Kontroversen
Als Generalsekretär organisierte Degen den Wahlkampf zur Wahl des Hessischen Landtags 2023. Die SPD erreichte mit 15,1 Prozent und Verlusten in Höhe von 4,7 Prozent den dritten Platz und somit ihr historisch schlechtestes Wahlergebnis seit Bestehen des Bundeslandes Hessen. Während des Wahlkampfs kam es zu mehreren Pannen seitens der SPD. So musste Degen drei Wochen vor dem Wahltermin einen redaktionellen Fehler im Wahlprogramm einräumen. Auf dem Landesparteitag beschloss die hessische SPD ein Ausländerwahlrecht ab einem Aufenthalt von sechs Monaten. Tatsächlich seien jedoch statt sechs Monaten sechs Jahre gemeint. Degen bedauerte die „erheblichen Irritationen in der Öffentlichkeit“.
Wenige Tage vor der Wahl veröffentlichte die SPD ein Video, in welchem der CDU Hessen eine vermeintliche Nähe zur AfD unterstellt wird. In dem Wahlkampf-Spot wird auf eine gemeinsame Abstimmung der CDU und AfD in Thüringen verwiesen und gefragt: „Droht eine solche Kooperation bald auch in Hessen? Wird sich Boris Rhein von Rechtsextremen Stimmen besorgen?“ Das Video hatte sich am Samstag in den sozialen Medien verbreitet und war dort heftig kritisiert worden. Degen hatte schließlich die Verantwortung für das Video übernommen, da er das Video freigegeben habe. Später löschte die SPD ihr Video in den Sozialen Medien. Nach der verlorenen Wahl forderten die Jusos Hessen eine Neubesetzung des Postens des SPD-Generalsekretärs.

## Ehrenamt
Im April 2015 wurde Christoph Degen zum Präsidenten des Hessischen Musikverbands (HMV) gewählt und seitdem zweimal im Amt bestätigt. Um Interessenkonflikte zu vermeiden, trat Degen im Januar 2024 mit dem Amtsantritt als Kulturstaatssekretär vom Amt des HMV-Präsidenten zurück.
Degen ist 2024 Aufsichtsratsvorsitzender des Universitätsklinikums Frankfurt sowie der Welterbe Grube Messel gGmbH, seit 2025 der Junge Musik Hessen gGmbH. Seit 2024 leitet er den Stiftungsrat des Sigmund-Freud-Instituts. Ebenfalls seit 2024 gehört er den Verwaltungsausschüssen der Staatstheater Wiesbaden und Darmstadt an, dem Aufsichtsrat des House of Logistics and Mobility (HOLM) GmbH sowie dem Kuratorium der Stiftung Kloster Eberbach und des Hochschulrats der Goethe-Universität.